# イダとダクティルの地形一覧

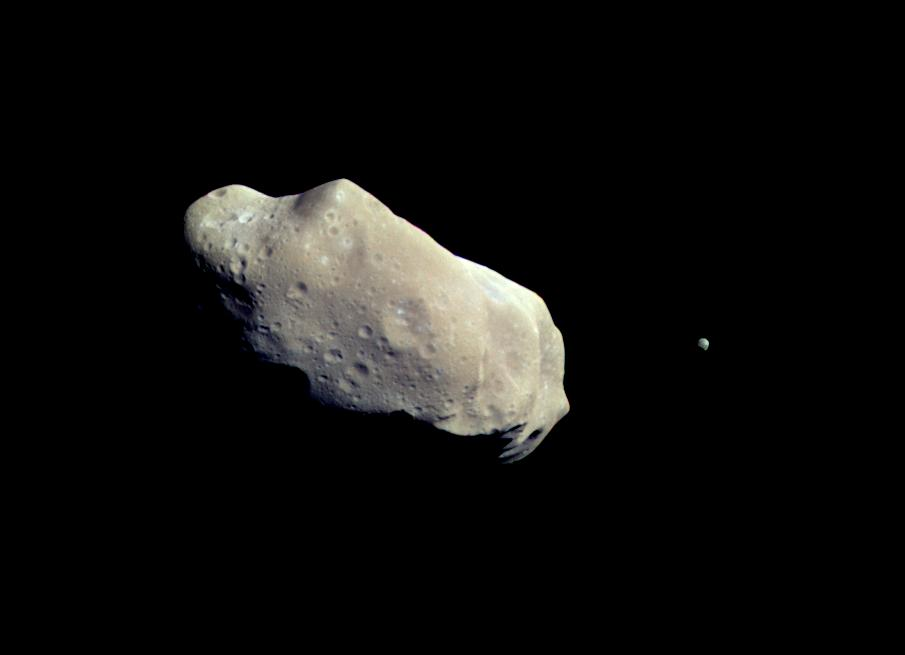
ガリレオ探査機が撮影したイダとダクティル

イダとダクティルの地形一覧では、小惑星帯にある小惑星イダとその衛星ダクティル上にあり、名前が与えられている地形の一覧を示す。

## イダ

### 地域
イダの地域の名は、1884年にイダを発見したオーストリアの天文学者ヨハン・パリサ（1848年 - 1925年）と、彼が多くの小惑星を発見した場所に由来する。
| 地名                        | 由来                     |
| --------------------------- | ------------------------ |
| パリサ地域 (Palisa Regio)   | ヨハン・パリサ           |
| ポーラ地域 (Pola Regio)     | プーラ（クロアチア）     |
| ヴィエナ地域 (Vienna Regio) | ウィーン（オーストリア） |

### 尾根
イダの尾根の名は、1993年にイダの近接観測を行ったガリレオ探査機（この際にダクティルが発見された）の運用チームの一人に由来する。
| 地名                               | 由来                 |
| ---------------------------------- | -------------------- |
| タウンゼント尾根 (Townsend Dorsum) | ティム・タウンゼント |

### クレーター

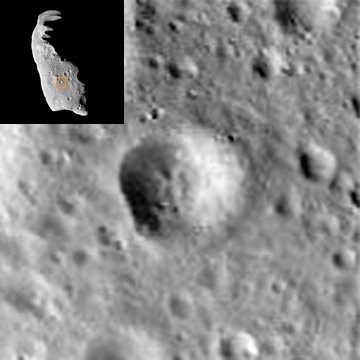
直径1.5km のフィンガルクレーター

イダのクレーターの名は、地球の洞窟に由来する。
| 地名                              | 由来                                   |
| --------------------------------- | -------------------------------------- |
| アフォン (Afon)                   | ノヴィ・アフォン洞窟（アブハジア）     |
| アテア (Atea)                     | アテアの洞窟（パプアニューギニア）     |
| アズーラ (Azzurra)                | 青の洞窟（イタリア）                   |
| ビレモト (Bilemot)                | ビルレモッ洞窟（韓国）                 |
| カステッラーナ (Castellana)       | カステッラーナの洞窟（イタリア）       |
| チョウコウティエン (Choukoutien)  | 周口店（中国）                         |
| フィンガル (Fingal)               | フィンガルの洞窟（イギリス）           |
| カーシェナー (Kartchner)          | カーシェナーの洞窟（米国アリゾナ州）   |
| カズムラ (Kazumura)               | カズムラ洞窟（米国ハワイ州）           |
| ラスコー (Lascau)                 | ラスコー洞窟（フランス）               |
| レチュギア (Lechuguilla)          | レチュギア洞窟（米国ニューメキシコ州） |
| マンモス (Mammoth)                | マンモス・ケーブ（米国ケンタッキー州） |
| マンジャン (Manjang)              | 万丈窟（韓国）                         |
| オルニャック (Orgnac)             | オルニャックの洞窟（フランス）         |
| パディラック (Padirac)            | パディラックの洞窟（フランス）         |
| ピーコック (Peacock)              | ピーコックの洞窟（米国フロリダ州）     |
| ポストイナ (Postojna)             | ポストイナ鍾乳洞（スロベニア）         |
| スタークフォンテン (Sterkfontein) | スタークフォンテン（南アフリカ）       |
| スティッフェ (Stiffe)             | スティッフェの洞窟（イタリア）         |
| アンダラ (Undara)                 | アンダラ洞窟（オーストラリア）         |
| ビエント (Viento)                 | ビエントの洞窟（スペイン）             |

## ダクティル

### クレーター
ダクティルのクレーターの名は、ギリシア神話のダクティル(イダ山にすむ生き物)に由来する。
| 地名              | 由来     |
| ----------------- | -------- |
| アクモン (Acmon)  | アクモン |
| ケルミス (Celmis) | ケルミス |